# 왕가네 식구들
《왕가네 식구들》은 2013년 8월 31일부터 2014년 2월 16일까지 방영된 한국방송공사 주말연속극이다.

## 줄거리
3대가 함께 생활하는 왕씨 가족을 중심으로 부부간의 갈등, 부모의 편애에 대한 자식들의 갈등 등을 그린 드라마

## 등장인물

### 왕가네 가족들
- 장용: 왕봉 역 - 왕씨 남매의 아버지, 중학교 교감
- 김해숙: 이앙금 역 - 왕씨 남매의 어머니
- 나문희: 안계심 역 - 왕씨 남매의 할머니
- 최대철: 왕돈 역 - 왕씨 남매의 삼촌
- 문가영: 왕해박 역 - 왕씨 집안의 넷째 딸, 고등학생
- 최원홍: 왕대박 역 - 왕씨 집안 막내아들, 중학생

### 왕수박 & 고민중
- 오현경: 왕수박 역 - 왕씨 집안의 장녀
- 조성하: 고민중 역 - 왕씨 집안 맏사위

### 왕호박 & 허세달
- 이태란: 왕호박 역 - 왕씨 집안 둘째딸
- 오만석: 허세달 역 - 왕씨 집안 둘째 사위

### 왕광박 & 최상남
- 이윤지: 왕광박 역 - 왕씨 집안 셋째딸
- 한주완: 최상남 역 - 왕씨 집안 셋째 사위, 중장비업체 사장

### 고민중 가족
- 노주현: 고지식 역 - 민중의 아버지
- 김미라: 고민숙 역 - 민중의 여동생
- 이예선: 고애지 역 - 민중, 수박의 첫째딸
- 차유진, 정지연: 고중지 역 - 민중, 수박의 돌이 갓지난 둘째아들

### 허세달 가족
- 이보희: 박살라 역 - 세달의 어머니
- 강예빈: 허영달 역 - 세달의 동생
- 이태우: 허신통 역 - 세달, 호박의 장남
- 홍현택: 허방통 역 - 세달, 호박의 차남

### 최상남 가족
- 이병준: 최대세 역 - 상남의 아버지
- 이상숙: 오만정 역 - 상남의 어머니
- 김희정: 오순정 역 - 상남의 이모, 민중의 첫사랑
- 윤송이: 구미호 역 - 순정의 딸, 대박의 여자친구

### 그 외 인물
- 유승봉: 주장비 역 - 왕봉의 친구
- 김윤경: 은미란 역 - 세달의 내연녀(34회 하차)
- 최재웅: 호남형 역 - 복싱체육관 관장(29회 하차)
- 이상훈: 허우대 역 - 수박의 내연남(21회 중반 투입)
- 윤지원: 신나라 역
- 한지윤: 남안나 역
- 김경희: 지화자 역 - 왕돈의 맞선녀
- 김정학: 순두부 역 - 수박이 일하는 식당 주인
- 김기두: 봉세규 역 - 호텔 매니저(하차)
- 김희라: 부녀회장 역
- 김채린: 강민지 역
- 송경의: 상무 역
- 김정수: 청소부 역
- 민준현: 허세달 친구 역
- 한춘일: 버스 기사 역

### 특별 출연
- 김민희: 이경아(잡지사 사장) 역
- 서준영: 동창생 역(18회)
- 한혜린: 백지화 역

## 시청률
아래의 파란색 숫자는 '최저 시청률'이고, 빨간색 숫자는 '최고 시청률'입니다. 시청률조사회사와 지역별로 시청률에 약간의 차이가 있을 수 있습니다.
| 2013년      | 2013년      | 2013년          | 2013년        | 2013년          | 2013년        |
| 회차        | 방송일      | TNmS 시청률     | TNmS 시청률   | AGB 시청률      | AGB 시청률    |
| 회차        | 방송일      | 대한민국 (전국) | 서울 (수도권) | 대한민국 (전국) | 서울 (수도권) |
| ----------- | ----------- | --------------- | ------------- | --------------- | ------------- |
| 제1회       | 8월 31일    | 20.2%           | 19.5%         | 19.7%           | 20.5%         |
| 제2회       | 9월 1일     | 21.9%           | 21.4%         | 23.8%           | 24.9%         |
| 제3회       | 9월 7일     | 21.5%           | 21.5%         | 21.2%           | 21.7%         |
| 제4회       | 9월 8일     | 23.6%           | 24.5%         | 24.6%           | 25.8%         |
| 제5회       | 9월 14일    | 21.8%           | 21.6%         | 22.3%           | 23.0%         |
| 제6회       | 9월 15일    | 24.8%           | 25.8%         | 24.7%           | 26.5%         |
| 제7회       | 9월 21일    | 23.1%           | 23.0%         | 22.1%           | 21.6%         |
| 제8회       | 9월 22일    | 24.6%           | 25.5%         | 27.5%           | 28.6%         |
| 제9회       | 9월 28일    | 26.4%           | 28.0%         | 26.3%           | 26.6%         |
| 제10회      | 9월 29일    | 28.3%           | 30.6%         | 30.3%           | 32.2%         |
| 제11회      | 10월 5일    | 25.0%           | 25.3%         | 25.3%           | 24.9%         |
| 제12회      | 10월 6일    | 27.6%           | 28.9%         | 29.8%           | 30.6%         |
| 제13회      | 10월 12일   | 23.6%           | 25.1%         | 23.1%           | 22.3%         |
| 제14회      | 10월 13일   | 29.1%           | 29.4%         | 30.5%           | 31.1%         |
| 제15회      | 10월 19일   | 27.0%           | 27.5%         | 26.1%           | 26.3%         |
| 제16회      | 10월 20일   | 29.7%           | 30.8%         | 30.5%           | 30.7%         |
| 제17회      | 10월 26일   | 27.9%           | 27.8%         | 26.7%           | 27.2%         |
| 제18회      | 10월 27일   | 30.7%           | 32.2%         | 32.3%           | 32.9%         |
| 제19회      | 11월 2일    | 28.3%           | 29.6%         | 28.2%           | 29.4%         |
| 제20회      | 11월 3일    | 30.4%           | 32.5%         | 32.9%           | 33.1%         |
| 제21회      | 11월 9일    | 28.3%           | 29.8%         | 29.5%           | 29.2%         |
| 제22회      | 11월 10일   | 32.5%           | 35.1%         | 33.1%           | 33.9%         |
| 제23회      | 11월 16일   | 27.2%           | 27.9%         | 28.3%           | 28.8%         |
| 제24회      | 11월 17일   | 32.2%           | 32.3%         | 32.5%           | 32.7%         |
| 제25회      | 11월 23일   | 29.7%           | 30.8%         | 29.2%           | 29.4%         |
| 제26회      | 11월 24일   | 33.7%           | 35.3%         | 32.3%           | 31.9%         |
| 제27회      | 11월 30일   | 32.0%           | 33.8%         | 29.5%           | 29.9%         |
| 제28회      | 12월 1일    | 34.8%           | 36.0%         | 34.9%           | 35.5%         |
| 제29회      | 12월 7일    | 32.1%           | 33.7%         | 30.6%           | 31.0%         |
| 제30회      | 12월 8일    | 36.1%           | 37.5%         | 37.9%           | 39.6%         |
| 제31회      | 12월 14일   | 33.3%           | 36.7%         | 33.4%           | 34.0%         |
| 제32회      | 12월 15일   | 37.6%           | 40.7%         | 36.9%           | 37.2%         |
| 제33회      | 12월 21일   | 32.7%           | 34.3%         | 32.4%           | 33.3%         |
| 제34회      | 12월 22일   | 38.1%           | 38.7%         | 39.1%           | 39.9%         |
| 제35회      | 12월 28일   | 33.3%           | 34.3%         | 34.1%           | 34.8%         |
| 제36회      | 12월 29일   | 37.5%           | 39.9%         | 40.0%           | 41.2%         |
| 2014년      |             |                 |               |                 |               |
| 제37회      | 1월 4일     | 35.2%           | 39.1%         | 36.2%           | 35.5%         |
| 제38회      | 1월 5일     | 38.0%           | 41.5%         | 40.7%           | 40.8%         |
| 제39회      | 1월 11일    | 36.7%           | 39.5%         | 37.6%           | 38.5%         |
| 제40회      | 1월 12일    | 42.3%           | 45.9%         | 43.2%           | 44.9%         |
| 제41회      | 1월 18일    | 37.7%           | 41.1%         | 39.7%           | 39.7%         |
| 제42회      | 1월 19일    | 42.9%           | 46.0%         | 43.9%           | 44.8%         |
| 제43회      | 1월 25일    | 42.3%           | 45.7%         | 41.2%           | 41.8%         |
| 제44회      | 1월 26일    | 45.3%           | 48.5%         | 46.7%           | 47.1%         |
| 제45회      | 2월 1일     | 42.3%           | 44.3%         | 39.3%           | 38.2%         |
| 제46회      | 2월 2일     | 46.6%           | 49.5%         | 46.2%           | 46.6%         |
| 제47회      | 2월 8일     | 42.3%           | 45.5%         | 41.3%           | 41.2%         |
| 제48회      | 2월 9일     | 46.8%           | 50.3%         | 48.3%           | 49.9%         |
| 제49회      | 2월 15일    | 37.2%           | 39.8%         | 38.3%           | 38.5%         |
| 제50회      | 2월 16일    | 45.8%           | 48.9%         | 47.3%           | 47.9%         |
| 평균 시청률 | 평균 시청률 | 32.6%           | 34.3%         | 33.0%           | 33.6%         |

## 수상 경력
- 2013년 KBS 연기대상 장편드라마 부문 남자 우수 연기상 조성하
- 2013년 KBS 연기대상 장편드라마 부문 여자 우수 연기상 이태란
- 2013년 KBS 연기대상 남자 신인연기상 한주완
- 2013년 KBS 연기대상 작가상 문영남

## OST
- 사랑찾아 인생찾아(조항조)
- 사랑인가 봅니다(박승화, 한수영)
- 마취(숙희)
- 틈(숙희)
- 그 사람(이윤지, 한주완)

## 참고 사항
- 당초 왕광박 역에는 황정음이 물망에 올랐으나, 최종 미팅 후 불발되었다.[3]
- 원래 최대세 역의 이병준과 허영달 역의 강예빈이 교제하는 내용이 전개될 예정이었으나 회식자리의 에피소드로 인해 허영달의 엄마 박살라 역의 이보희와 결실을 맺는 내용으로 전개가 수정되었다.[4]
- 큰 인기를 얻었으나 후속작 준비가 순조롭게 진행되어 연장하지 않고 50부작으로 마무리 지었다.[5]
- 높은 시청률에도 불구하고 막장 전개로 인해 큰 비난을 받았는데, 문영남 작가는 극 중 인물의 대사를 통해 "작가가 쓴 글이 작가의 전부라 생각하는 건 일부 과장일 수도 있다"고 해명하였다.[6]
- 원래 1회부터 49회까지는 저녁 7시 55분에 방송되었으나, 50회(마지막회)는 동계올림픽 중계로 인해 10분 앞당겨 저녁 7시 45분에 방송되었다.